# Centro Deportivo Mariñeiro
El Centro Deportivo Mariñeiro de Mera es un club deportivo gallego que ha disputado regatas en todas las categorías y modalidades de banco fijo, bateles, trainerillas y traineras desde su fundación en 1978. En la temporada 2017 disputó la segunda división de la Liga Gallega de Traineras, en la cual finalizó en primer lugar.

## Historia
En 1978 se fundó como continuador del Parameiras de Mera. Durante las primeras décadas del club compitieron en batel, y desde 2014 compiten en trainera.